# Tiểu đoàn
Tiểu đoàn (thuật ngữ tiếng Anh: battalion) là đơn vị nhỏ của tổ chức đơn vị quân đội, gồm 300-1000 lính, phân ra nhiều đại đội. Chỉ huy tiểu đoàn là trung tá. Nhiều tiểu đoàn kết hợp thành một trung đoàn hay lữ đoàn.

## Tiểu đoàn của Quân đội Nhân dân Việt Nam
Tiểu đoàn là đơn vị chiến đấu cơ bản của Quân đội Nhân dân Việt Nam và quân đội một số nước có quy mô quân thường trực dưới 1 nghìn quân.
Một tiểu đoàn của Quân đội Nhân dân Việt Nam (ký hiệu là d) bao gồm:
- Tiểu đoàn bộ: Ban chỉ huy tiểu đoàn, có số lượng cán bộ chiến sĩ tương đương 1 đại đội, bao gồm chỉ huy tiểu đoàn, cơ quan chính trị, tham mưu vệ binh, trinh sát, thông tin.
- 3 đại đội bộ binh.
- 1 đại đội hỏa lực chia ra thành các trung đội B40/B41, đại liên, cối, chống tăng, phòng không,...
- Các trung đội công binh, quân y, vận tải, hậu cần, kỹ thuật.

Tiểu đoàn tăng thiết giáp có từ 15-30 xe.
Tiểu đoàn hỏa lực, pháo binh, cao xạ có từ 8-12 khẩu.
Tiểu đoàn tên lửa đất đối không có từ 3 đến 6 dàn phóng, từ 6 đến 12 đạn trên bệ và 1 đến 2 cơ số đạn dự trữ.
Phi đội tương đương tiểu đoàn không quân trong lực lượng Không quân nhân dân Việt Nam, có từ 8 đến 12 máy bay, do một sĩ quan cấp thiếu tá hoặc trung tá, thậm chí thượng tá chỉ huy.
Hải đoàn tương đương với tiểu đoàn hải quân trong tổ chức của Hải quân nhân dân Việt Nam.
Tổng quân số một tiểu đoàn gồm từ 300 đến dưới 1.000 người (tùy theo quân, binh chủng và trang thái chiến đấu).